# Championnat d'Islande de football de deuxième division 1980
Navigation
Saison précédente Saison suivante
La saison 1980 de 2. Deild était la 26e édition de la deuxième division islandaise. Les 10 clubs jouent les uns contre les autres lors de rencontres disputées en matchs aller et retour.
Les 2 premiers du classement en fin de saison sont promus en 1. Deild, tandis que les 2 derniers sont relégués en 3. Deild.
Les 2 clubs d'Akureyri, le þor et le KA sont promus en 1. Deild. Le KA Akureyri termine l'exercice en tête grâce à une attaque de feu : 61 buts marqués en 18 matchs.

## Compétition

### Classement
Le barème de points servant à établir le classement se décompose ainsi :
- Victoire : 2 points
- Match nul : 1 point
- Défaite : 0 point

| Rang | Équipe                 | Pts | J  | G  | N | P  | Bp | Bc | Diff |
| ---- | ---------------------- | --- | -- | -- | - | -- | -- | -- | ---- |
| 1    | KA Akureyri R          | 31  | 18 | 15 | 1 | 2  | 61 | 15 | +46  |
| 2    | þor Akureyri           | 24  | 18 | 10 | 4 | 4  | 33 | 19 | +14  |
| 3    | þrottur Norðfjörður    | 21  | 18 | 7  | 7 | 4  | 24 | 24 | 0    |
| 4    | ÍB Isafjörður          | 17  | 18 | 4  | 9 | 5  | 34 | 35 | -1   |
| 5    | UMF Selfoss            | 17  | 18 | 6  | 5 | 7  | 31 | 37 | -6   |
| 6    | Fylkir Reykjavik       | 16  | 18 | 6  | 4 | 8  | 31 | 25 | +6   |
| 7    | Haukar Hafnarfjörður R | 16  | 18 | 5  | 6 | 7  | 29 | 40 | -11  |
| 8    | Völsungur Húsavík P    | 15  | 18 | 5  | 5 | 8  | 22 | 31 | -9   |
| 9    | Armann Reykjavik P     | 14  | 18 | 3  | 8 | 7  | 28 | 37 | -9   |
| 10   | Austri Eskifjörður     | 9   | 18 | 1  | 7 | 10 | 18 | 48 | -30  |

|  | Promu en 1. Deild      |
|  | Relégation en 3. Deild |

## Bilan de la saison
| Promotion et relégation |                                     |
| Relégué en 3. Deild     | Armann Reykjavik Austri Eskifjörður |
| Promu en 1. Deild       | KA Akureyri þor Akureyri            |

## Meilleurs buteurs
| # | Buteurs            | Clubs            | Nb de Buts |
| - | ------------------ | ---------------- | ---------- |
| 1 | Oskar Ingimarsson  | KA Akureyri      | 19         |
| 2 | Hilmar Sighvatsson | Fylkir Reykjavik | 14         |
| 3 | Amundi Sigmunðsson | UMF Selfoss      | 12         |
| 3 | Gunnar Gislason    | KA Akureyri      | 12         |
| 5 | Oskar Gunnarsson   | þor Akureyri     | 11         |